# Delomeristini
Die Delomeristini sind die kleinste Tribus innerhalb der Schlupfwespen-Unterfamilie Pimplinae. Sie umfasst gegenwärtig vier Gattungen mit etwa 40 Arten.

## Systematik
Die Tribus Delomeristini umfasst aktuell folgende Gattungen:
- Atractogaster Kriechbaumer, 1872– 1 Art
- Delomerista Förster, 1869 – 18 Arten
- Perithous Holmgren, 1859 – 18 Arten
- Pseudorhyssa Merrill, 1915 – 3 Arten

Die Tribus Perithoini, welche aus der einzigen Gattung Perithous bestand, wurde von Gauld et al. (2002) mit der Tribus Delomeristini synonymisiert.
Die Tribus Pseudorhyssini, welche aus der einzigen Gattung Pseudorhyssa bestand, wurde von Klopfstein et al. (2018) aufgrund molekularbiologischer Studien von den Poemeniinae zu den Delomeristini innerhalb der Pimplinae verschoben.
Im Folgenden ein Konsensusbaum nach Klopfstein et al. (2018) als Ergebnis Bayesscher Analysen von Aminosäuresequenzen.
|  | Pseudorhyssa                                                  |
|  |                                                               |
|  | \| \| Delomerista \| \| \| \| \| \| Atractogaster \| \| \| \| |
|  |                                                               |
|  | Delomerista                                                   |
|  |                                                               |
|  | Atractogaster                                                 |
|  |                                                               |

|  | Delomerista   |
|  |               |
|  | Atractogaster |
|  |               |

|  | Pseudorhyssa                                                  |
|  |                                                               |
|  | \| \| Delomerista \| \| \| \| \| \| Atractogaster \| \| \| \| |
|  |                                                               |
|  | Delomerista                                                   |
|  |                                                               |
|  | Atractogaster                                                 |
|  |                                                               |

|  | Delomerista   |
|  |               |
|  | Atractogaster |
|  |               |

## Verbreitung
Die Tribus Delomeristini ist in der Holarktis und in der Orientalis verbreitet.

## Lebensweise
Die Schlupfwespen der Tribus Delomeristini sind Ektoparasitoide. Die Eiablage findet gewöhnlich an Präpuppen der Wirtsarten statt. Wirte gehören zu den Hautflüglern, Schmetterlingen und Käfern. Weiterhin sind die Arten der Gattung Pseudorhyssa als Hyper- und Kleptoparasiten bekannt.